# Осада Ла-Рошели (1627—1628)
Осада Ла-Рошели — важное военное и историческое событие времён царствования Людовика XIII, явившееся результатом войны между королевскими войсками и гугенотами Ла-Рошели в 1627—1628 годах, эпизод англо-французской войны 1627—1629 годов.
Нантский эдикт Генриха IV предоставил французским гугенотам обширные права. Город Ла-Рошель стал буквально крепостью гугенотов, пользовавшейся к тому же полным самоуправлением.
После восстания гугенотов под предводительством герцога Анри де Рогана и его младшего брата Бенжамена, герцога Субиза, в 1625 году Людовик XIII, преемник Генриха IV, объявил гугенотам войну. Первый министр Людовика кардинал Ришельё объявил подавление восстания протестантов приоритетом королевства.

## Поддержка осаждавших голландцами

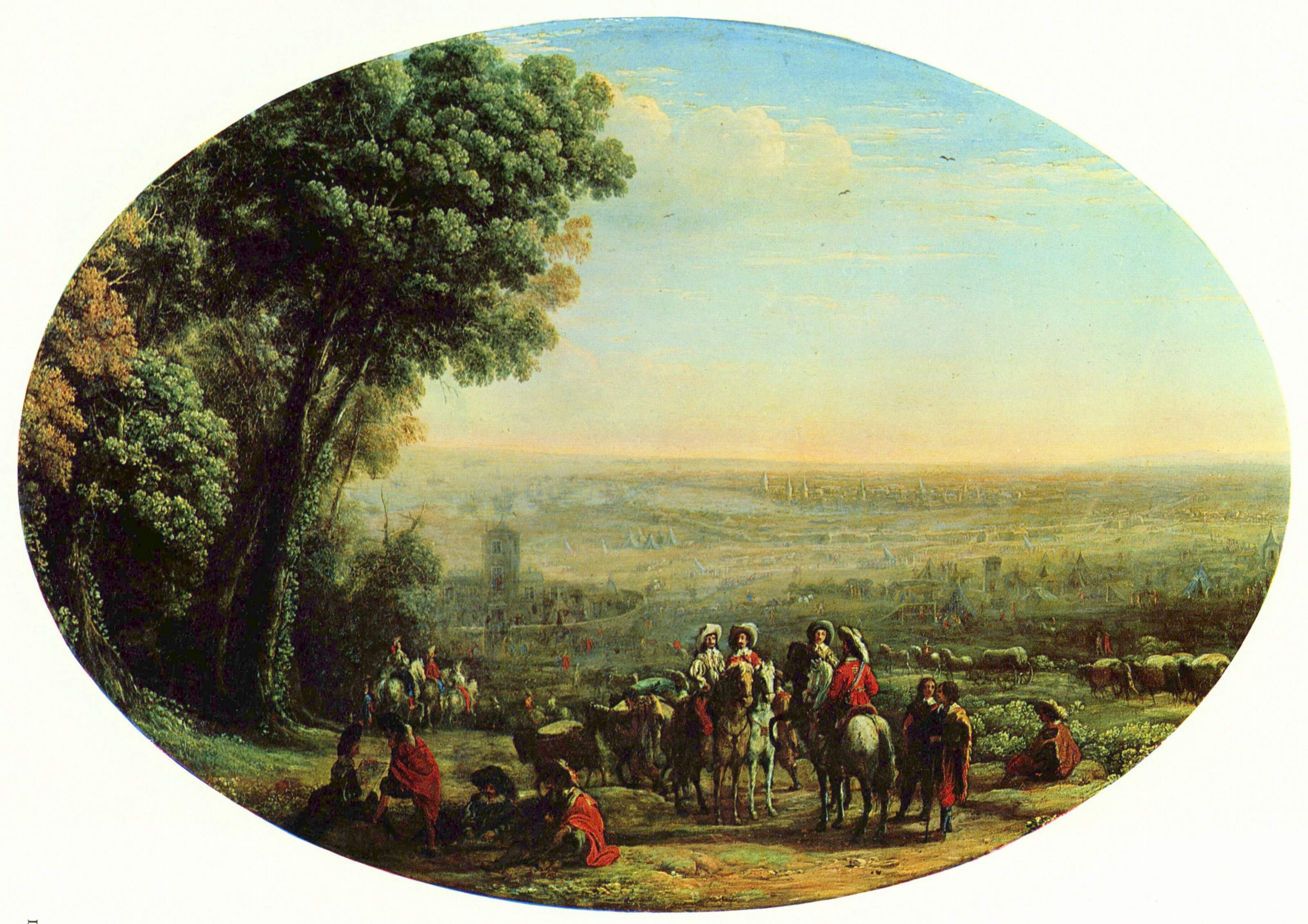
Клод Лоррен. Осада Ла-Рошели

Католическое французское правительство арендовало корабли у протестантского города Амстердам для того, чтобы захватить протестантский город Ла-Рошель. Это происшествие привело к дебатам в городском совете Амстердама относительно того, будет ли разрешено проводить католические проповеди на борту принадлежащих протестантам кораблей. В проведении проповедей французам вскоре было отказано. Тем не менее голландские корабли переправили французских солдат к Ла-Рошели. Франция получила голландскую поддержку ввиду того, что являлась союзником Голландии в борьбе против Габсбургов.

## Английская поддержка восставших
Восставших поддержал английский король Карл I, выслав им в поддержку флот из 80 кораблей под началом своего фаворита Джорджа Вильерса, 1-го герцога Бекингема. В июне 1627 года Бэкингем организовал высадку 6000 солдат на Иль-де-Ре, чтобы оказать помощь гугенотам. Однако, хотя остров являлся укреплением протестантов, его жители не присоединились напрямую к восстанию.

## Осада

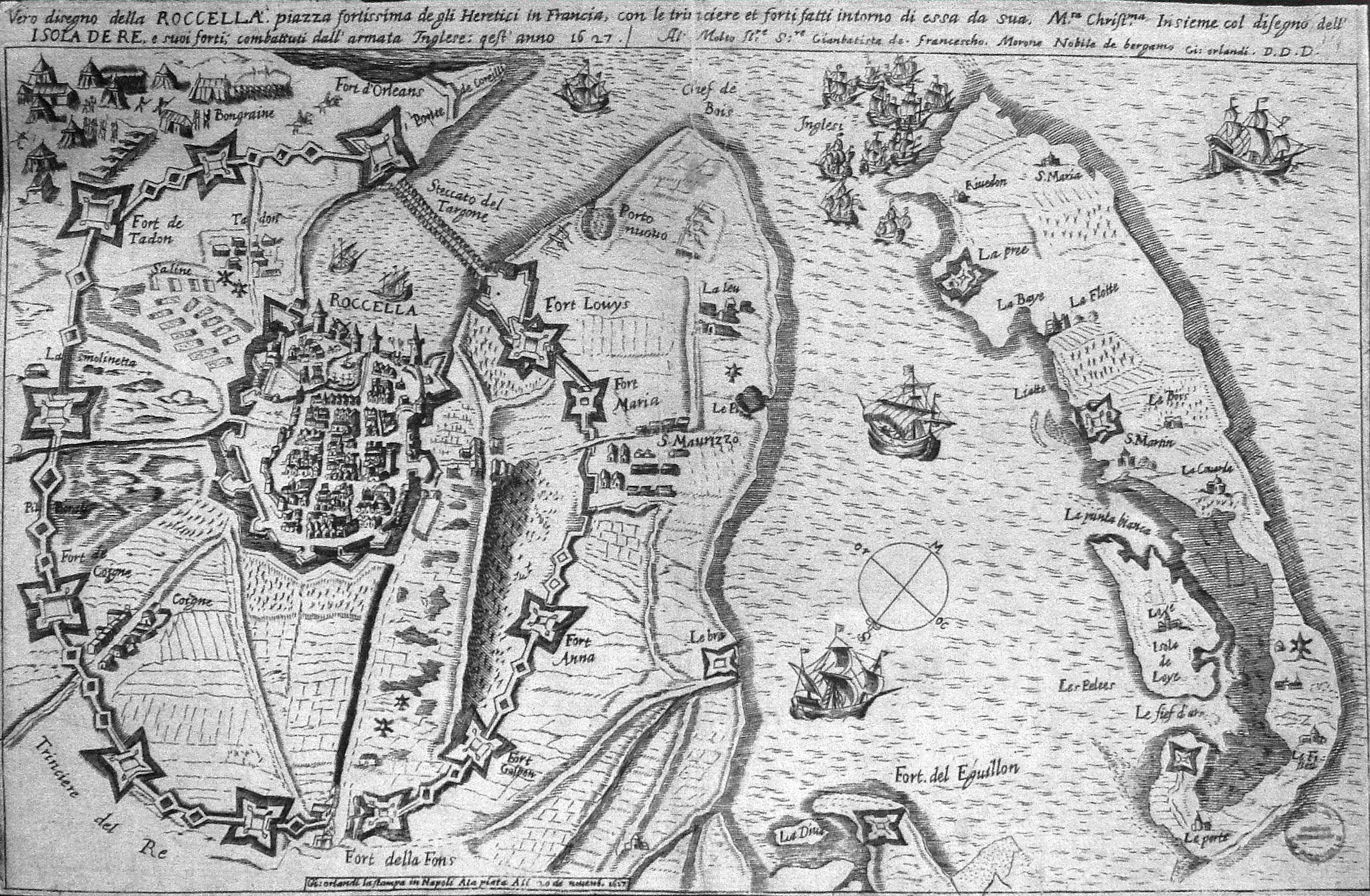
Осада Ла-Рошели, ров и дамба, G. Orlandi, 1627

В сентябре 1627 года королевские войска осадили Ла-Рошель, бывшую в то время самой укреплённой крепостью гугенотов и центром их сопротивления. В отсутствие короля при осаде обязанности главнокомандующего исполнял кардинал Ришельё.
Как только начались боевые действия, французские инженеры окружили город рвом длиной 12 км, укрепленным 11 фортами и 18 редутами. Окружающие укрепления были завершены в апреле 1628 года и укомплектованы 30-тысячной армией.
Четыре тысячи рабочих также построили морскую дамбу длиной 1,4 км, чтобы перекрыть доступ к морю между городом и гаванью, остановив все поставки. Первоначальная идея перекрыть канал исходила от итальянского инженера Помпео Таргоне, но его конструкция была разрушена из-за зимней погоды, прежде чем идея была поддержана королевским архитектором Клеманом Метезо в ноябре 1627 года. Дамба была построена на фундаменте из затонувших громад, засыпанных щебнем. Французская артиллерия разбила английские корабли, пытающиеся снабжать город.
На острове Ре англичане попытались взять штурмом небольшой форт Святого Мартина, но были отбиты. Небольшим французским лодкам удавалось осуществлять снабжение форта, несмотря на его блокаду королевскими войсками. Со временем у Бэкингема кончились деньги и поддержка, в его армии начались болезни. Последний штурм также был отбит, причём с большими потерями. Армии пришлось остаться на кораблях.

## Попытки снятия осады англичанами

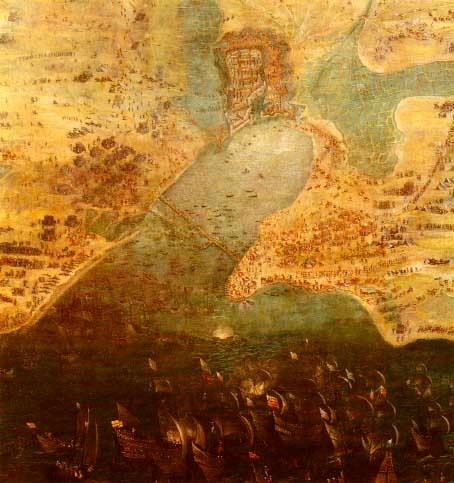
Карта осады. Жак Калло, XVII век

В сентябре 1628 года другой английский флот предпринял ещё одну попытку снять блокаду с города. Однако после бомбардировок французских позиций флоту пришлось отступить. Эта неудача окончательно подорвала веру ларошельцев в свою победу, и 28 октября 1628 года город капитулировал.
Жители Ла-Рошели под предводительством мэра Жана Гиттона сопротивлялись в течение 14 месяцев, во многом благодаря поддержке англичан. За время осады из-за военных потерь, голода и болезней население города уменьшилось с 27 000 до 5000 человек.
Капитуляция, на которую пошли ларошельцы, была безоговорочной. Согласно требованиям мирного договора, подписанного в Але, гугеноты потеряли право территориального, политического и военного самоуправления (в том числе право владеть укреплёнными районами: все укрепления Ла-Рошели были срыты), но сохранили свободу вероисповедания, гарантированную Нантским эдиктом.
Известно, что французский философ Рене Декарт посетил место осады в 1627 году.

## Осада Ла-Рошели в искусстве
На фоне осады Ла-Рошели развиваются события второй части романа Александра Дюма «Три мушкетёра», что отражено и во всех экранизациях романа.
Осада описана в романе Лоуренса Норфолка «Словарь Ламприера».